# Starquake (videogioco)
Starquake è un videogioco di avventura dinamica pubblicato nel 1985 per ZX Spectrum dall'editore britannico Bubble Bus Software e successivamente convertito per Amstrad CPC, Atari 8-bit, Atari ST, BBC Micro, Commodore 64, MS-DOS, MSX e Tatung Einstein. Il gioco si svolge in un labirinto sotterraneo a piattaforme e ha per protagonista un buffo robot.
Fu generalmente un successo di critica, almeno nelle versioni Spectrum e Commodore. Stephen Crow, ideatore e sviluppatore della versione originale per ZX Spectrum, vinse i Golden Joystick Awards come programmatore dell'anno per Starquake e Wizard's Lair. Crow racconta che per realizzare Starquake fu ispirato principalmente da Underwurlde, pur avendone soltanto visto l'immagine, mentre l'aspetto del robot è ispirato a un personaggio minore del fumetto su Lunar Jetman della rivista Crash.
Dopo aver completato Firelord, Stephen Crow iniziò a lavorare al seguito Starquake 2, ma il progetto venne abbandonato. Nei primi anni '90 erano in progetto anche una conversione di Starquake per Amiga e un seguito per Atari ST da parte di altri autori, che però non giunsero mai a compimento. La versione ZX Spectrum emulata è stata pubblicata commercialmente per iPad e iPhone dalla Elite Systems.

## Trama
Un pianeta instabile è stato localizzato nei pressi di un buco nero e si prevede che, se il nucleo del pianeta non verrà ricostruito in fretta, il pianeta esploderà causando un "terremoto stellare" (starquake in inglese) in grado di devastare l'universo. Viene quindi inviato un piccolo robot tondeggiante chiamato BLOB (Bio-Logically Operated Being, ovvero "essere azionato bio-logicamente", ma la parola blob significa anche "massa informe") per stabilizzare il pianeta. Precipitato con l'astronave sulla superficie, BLOB deve esplorare a piedi le caverne sotterranee del pianeta, trovare il piccolo nucleo e ricomporlo portandoci una serie di pezzi. Le caverne comprendono zone rocciose, con vegetazione, o artificiali, e sono popolate da creature ostili e sistemi tecnologici.

## Modalità di gioco
L'avventura si svolge in un labirinto bidimensionale, con visuale di lato, composto da 512 schermate collegate in orizzontale e verticale, disposte a matrice di 32 righe e 16 colonne. Ogni schermata può comprendere stanze, ostacoli, cunicoli formati da piattaforme orizzontali e pareti verticali.
L'obiettivo è trovare 9 diversi pezzi del nucleo del pianeta (sparsi per le caverne ce ne sono anche in numero maggiore) e portarli uno alla volta alla schermata del nucleo. La posizione iniziale dei pezzi e di altri oggetti è casuale a ogni partita.
BLOB può camminare in orizzontale, sparare raggi in orizzontale con munizioni limitate, raccogliere oggetti. Non può saltare e non ci sono scale; inizialmente l'unico modo per andare verso l'alto è piazzare delle piattaforme artificiali, che BLOB può fare apparire sotto di sé per sollevarsi, anche più di una in serie per formare una pila. Queste piattaforme però spariscono pochi istanti dopo e sono in scorta limitata.
Nelle caverne si possono trovare anche gli Space Hopper, piattaforme permanenti volanti che permettono a BLOB di volare e sparare in tutte le direzioni, facilitando molto gli spostamenti. Tuttavia quando BLOB è su uno Space Hopper non può raccogliere oggetti e non può entrare in certi luoghi e passaggi. Non può neppure abbandonare il veicolo dove vuole; gli Space Hopper si prendono e si lasciano soltanto nelle apposite postazioni sparse per le caverne.
Ci sono inoltre alcune stazioni di teletrasporto, ognuna contraddistinta da un codice, che viene comunicato quando ci si entra. BLOB può passare da un teletrasporto all'altro digitando il rispettivo codice.
Entrando in alcune piccole piramidi, accessibili solo con un lasciapassare, è possibile scambiare i propri oggetti con altri, in particolare alcuni pezzi del nucleo si trovano qui.
Ci sono inoltre porte da sbloccare con chiavi o lasciapassare, passaggi segreti, trappole sfondabili solo cadendoci sopra dall'alto, ascensori antigravità.
I nemici, eliminabili sparando, sono strane creature fluttuanti di vari tipi, che compaiono in continuazione e riducono l'energia di BLOB se lo toccano. Ci sono anche alcune creature, piante spinose fisse e campi di forza intermittenti che possono uccidere BLOB all'istante.
L'area informativa sopra la visuale mostra l'inventario degli oggetti trasportati, fino a 4 alla volta. Ci sono inoltre il numero di vite e tre barre che rappresentano le quantità di energia vitale, piattaforme piazzabili, munizioni dell'arma. Nelle caverne si possono trovare ricariche di tutte e tre le cose e vite extra.